# Liste des lignes de car en Bretagne
La région Bretagne dispose de nombreuses lignes routières effectués par autocars, notamment via le réseau BreizhGo.
Le réseau routier BreizhGo est composé de deux principales familles de lignes : les lignes routières interurbaines et les lignes routières interdépartementales.
Chacune de ces lignes sont exploités par une ou plusieurs entreprises de transports choisit par la région via un appel d'offres d'une durée de sept ou huit ans.

## Les lignes routières interdépartementales
Ces types de lignes sont moins courante que les précédentes et traversent plusieurs départements. Elles permettent ainsi la desserte des grandes aux moyennes villes de la régions, n'ayant pas de section ferroviaires (exemple de la ligne entre Rennes et Pontivy). Elles remplacent aujourd'hui les anciennes lignes d'autocars TER.

### Lignes centre Bretagne
| Ligne | Caractéristiques | Caractéristiques                             | Caractéristiques                             | Caractéristiques                             | Caractéristiques                             | Caractéristiques                              | Caractéristiques                             | Caractéristiques                             | Caractéristiques                             |
| P2xx  | Rennes – Pontivy | Rennes – Pontivy                             | Rennes – Pontivy                             | Rennes – Pontivy                             | Rennes – Pontivy                             | Rennes – Pontivy                              | Rennes – Pontivy                             | Rennes – Pontivy                             | Rennes – Pontivy                             |
| P2xx  | Rennes - Gare Routière ⥋ Pontivy - Gare SNCF | Rennes - Gare Routière ⥋ Pontivy - Gare SNCF | Rennes - Gare Routière ⥋ Pontivy - Gare SNCF | Rennes - Gare Routière ⥋ Pontivy - Gare SNCF | Rennes - Gare Routière ⥋ Pontivy - Gare SNCF | Rennes - Gare Routière ⥋ Pontivy - Gare SNCF  | Rennes - Gare Routière ⥋ Pontivy - Gare SNCF | Rennes - Gare Routière ⥋ Pontivy - Gare SNCF | Rennes - Gare Routière ⥋ Pontivy - Gare SNCF |
| ----- | --- | -------------------------------------------- | -------------------------------------------- | -------------------------------------------- | -------------------------------------------- | --------------------------------------------- | -------------------------------------------- | -------------------------------------------- | -------------------------------------------- |
| P2xx  | Ouverture / Fermeture — / — | Longueur —                                   | Durée 126 min                                | Nb. d’arrêts 8                               | Matériel —                                   | Jours de fonctionnement L, Ma, Me, J, V, S, D | Jour / Soir / Nuit / Fêtes O / O / N / O     | Voy. / an —                                  | Transporteur Transdev CAT                    |
| P2xx  | Desserte : - Villes et lieux desservies : Rennes, Guer, Ploërmel, Josselin, Pleugriffet, Réguiny, Pontivy - Stations et gares desservies : Gare routière de Rennes, Gare de Pontivy |                                              |                                              |                                              |                                              |                                               |                                              |                                              |                                              |
| P2xx  | Autre : |                                              |                                              |                                              |                                              |                                               |                                              |                                              |                                              |
| P2xx  | Dernière actualisation : — |                                              |                                              |                                              |                                              |                                               |                                              |                                              |                                              |
| Lxxx  | RENNES - LOUDÉAC | RENNES - LOUDÉAC                             | RENNES - LOUDÉAC                             | RENNES - LOUDÉAC                             | RENNES - LOUDÉAC                             | RENNES - LOUDÉAC                              | RENNES - LOUDÉAC                             | RENNES - LOUDÉAC                             | RENNES - LOUDÉAC                             |
| Lxxx  | Rennes - Gare Routière ⥋ Loudéac - Gare SNCF |                                              |                                              |                                              |                                              |                                               |                                              |                                              |                                              |
| Lxxx  | Ouverture / Fermeture — / — | Longueur —                                   | Durée 96 min                                 | Nb. d’arrêts 6                               | Matériel —                                   | Jours de fonctionnement L, Ma, Me, J, V, S, D | Jour / Soir / Nuit / Fêtes O / O / N / O     | Voy. / an —                                  | Transporteur Transdev CAT                    |
| Lxxx  | Desserte : - Villes et lieux desservies : Rennes, Plémet, Loudéac - Stations et gares desservies : Gare Routière de Rennes, Gare de Loudéac                                         |                                              |                                              |                                              |                                              |                                               |                                              |                                              |                                              |
| Lxxx  | Autre : |                                              |                                              |                                              |                                              |                                               |                                              |                                              |                                              |
| Lxxx  | Dernière actualisation : — |                                              |                                              |                                              |                                              |                                               |                                              |                                              |                                              |

### Ligne Nord-Sud
| Ligne | Caractéristiques | Caractéristiques                                                                                | Caractéristiques                                                                                | Caractéristiques                                                                                | Caractéristiques                                                                                | Caractéristiques                                                                                | Caractéristiques                                                                                | Caractéristiques                                                                                | Caractéristiques                                                                                |
| 3xx   | ST BRIEUC–LOUDÉAC–PONTIVY–VANNES/LORIENT | ST BRIEUC–LOUDÉAC–PONTIVY–VANNES/LORIENT                                                        | ST BRIEUC–LOUDÉAC–PONTIVY–VANNES/LORIENT                                                        | ST BRIEUC–LOUDÉAC–PONTIVY–VANNES/LORIENT                                                        | ST BRIEUC–LOUDÉAC–PONTIVY–VANNES/LORIENT                                                        | ST BRIEUC–LOUDÉAC–PONTIVY–VANNES/LORIENT                                                        | ST BRIEUC–LOUDÉAC–PONTIVY–VANNES/LORIENT                                                        | ST BRIEUC–LOUDÉAC–PONTIVY–VANNES/LORIENT                                                        | ST BRIEUC–LOUDÉAC–PONTIVY–VANNES/LORIENT                                                        |
| 3xx   | Saint-Brieuc - Gare SNCF ⥋ Pontivy - Gare SNCF ⥋ Vannes - Gare SNCF / Lorient - Gare d'échanges | Saint-Brieuc - Gare SNCF ⥋ Pontivy - Gare SNCF ⥋ Vannes - Gare SNCF / Lorient - Gare d'échanges | Saint-Brieuc - Gare SNCF ⥋ Pontivy - Gare SNCF ⥋ Vannes - Gare SNCF / Lorient - Gare d'échanges | Saint-Brieuc - Gare SNCF ⥋ Pontivy - Gare SNCF ⥋ Vannes - Gare SNCF / Lorient - Gare d'échanges | Saint-Brieuc - Gare SNCF ⥋ Pontivy - Gare SNCF ⥋ Vannes - Gare SNCF / Lorient - Gare d'échanges | Saint-Brieuc - Gare SNCF ⥋ Pontivy - Gare SNCF ⥋ Vannes - Gare SNCF / Lorient - Gare d'échanges | Saint-Brieuc - Gare SNCF ⥋ Pontivy - Gare SNCF ⥋ Vannes - Gare SNCF / Lorient - Gare d'échanges | Saint-Brieuc - Gare SNCF ⥋ Pontivy - Gare SNCF ⥋ Vannes - Gare SNCF / Lorient - Gare d'échanges | Saint-Brieuc - Gare SNCF ⥋ Pontivy - Gare SNCF ⥋ Vannes - Gare SNCF / Lorient - Gare d'échanges |
| ----- | --- | ----------------------------------------------------------------------------------------------- | ----------------------------------------------------------------------------------------------- | ----------------------------------------------------------------------------------------------- | ----------------------------------------------------------------------------------------------- | ----------------------------------------------------------------------------------------------- | ----------------------------------------------------------------------------------------------- | ----------------------------------------------------------------------------------------------- | ----------------------------------------------------------------------------------------------- |
| 3xx   | Ouverture / Fermeture — / — | Longueur —                                                                                      | Durée 128 / 175 min                                                                             | Nb. d’arrêts 24                                                                                 | Matériel —                                                                                      | Jours de fonctionnement L, Ma, Me, J, V, S, D                                                   | Jour / Soir / Nuit / Fêtes O / O / N / O                                                        | Voy. / an —                                                                                     | Transporteur Transdev CAT                                                                       |
| 3xx   | Desserte : - Villes et lieux desservies : Saint-Brieuc, Plaintel, L'Hermitage-Lorge, Uzel, La Motte, Loudéac, Saint-Gonnery, Saint-Gérand, Noyal-Pontivy, Pontivy, Locminé, Colpo, Locmaria-Grand-Champ, Vannes, Baud, Lorient - Stations et gares desservies : Gare SNCF de Saint-Brieuc, Gare SNCF de Loudéac, Gare SNCF de Pontivy, Gare SNCF de Vannes, Gare d'échanges de Lorient |                                                                                                 |                                                                                                 |                                                                                                 |                                                                                                 |                                                                                                 |                                                                                                 |                                                                                                 |                                                                                                 |
| 3xx   | Autre : - Certains services impliquent une correspondance avec les lignes 3 et 17 du réseau départemental du Morbihan à Pontivy - Gare SNCF, pour rejoindre/quitter Vannes/Lorient - Certains services commencent/se terminent à Saint-Brieuc - IUT Aurore - Certains services sont assurés en Transport à la Demande entre Pontivy et Loudéac                                         |                                                                                                 |                                                                                                 |                                                                                                 |                                                                                                 |                                                                                                 |                                                                                                 |                                                                                                 |                                                                                                 |
| 3xx   | Dernière actualisation : — |                                                                                                 |                                                                                                 |                                                                                                 |                                                                                                 |                                                                                                 |                                                                                                 |                                                                                                 |                                                                                                 |

## Les lignes routières interurbaines
Ces types de lignes permettent de relier ensemble les principales villes de chaque département de la Bretagne à des villes de moyenne et de petite taille ayant un réel besoin de transport (exemple de la ligne entre Saint-Brieuc et Erquy). Auparavant, les quatre départements disposaient de leurs propres réseaux interurbains indépendants. Les quatre réseaux ont fusionné en 2018.
- Réseau BreizhGo des Côtes-d'Armor (25 lignes) ;
- Réseau BreizhGo du Finistère (47 lignes) ;
- Réseau BreizhGo de l'Ille-et-Vilaine (28 lignes) ;
- Réseau BreizhGo du Morbihan (15 lignes).